# 般阳府
般阳府，明朝时设置的府。
洪武初年，以般阳路改置，治所在淄川县（今山东省淄博市淄川区）。辖境相当今山东省淄博市、博兴县西部及高青、邹平以东，黄河以南，鲁山以北地。九年（1376年）降为淄川州。 